# PlentyOfFish
PlentyOfFish (POF) ist eine im Jahr 2003 von Markus Frind gegründete Online-Dating-Plattform mit Unternehmenssitz in Vancouver, Kanada, die vor allem in Kanada, dem Vereinigten Königreich, der Republik Irland, Australien, Neuseeland, Spanien, Brasilien und den Vereinigten Staaten bekannt ist.
Sie ist in neun Sprachen verfügbar (Englisch, Französisch, Spanisch, Dänisch, Deutsch, Italienisch, Niederländisch, Portugiesisch und Schwedisch). Das Unternehmen mit Sitz in Vancouver, British Columbia, erzielt seine Einnahmen durch Werbung und Premium-Mitgliedschaften. Die Nutzung ist zwar kostenlos, doch bietet Plenty of Fish im Rahmen einer erweiterten Mitgliedschaft Premium-Dienste an.
Die Seite hatte (Stand: Juli 2015) 90 Millionen registrierte Nutzer, 135 Millionen Besucher monatlich, sowie mehr als 30 Millionen Seitenaufrufe pro Tag.
2015 wurde die Firma von der Match Group für 575 Millionen Dollar gekauft. Im Jahr 2021 hatte das Unternehmen ca. 130 Mitarbeiter.